# Таттібая Дуйсебайули
Таттіба́я Дуйсебайули́ (каз. Тәттібай Дүйсебайұлы) — село у складі Жуалинського району Жамбильської області Казахстану. Входить до складу Шакпацького сільського округу.
До 1999 року село називалося Амангельди.
Населення — 930 осіб (2021; 868 у 2009, 776 у 1999, 851 у 1989).